# Ginger Software
Ginger Softwareは文法、句読点、綴り字など英文誤入力指摘ソフトウェアを提供する企業である。
他の類似スペルチェッカと異なり、ソフトウェア特許を取得した文章走査アルゴリズムを活用している。
2009年にイスラエルとアメリカの民間投資家達から300万ドルを調達した。

## 支援技術
国立衛生研究所によると、アメリカでは学習障害者が約3750万人おり、その中の約3000万人（米国人口の約15％）がディスレクシア（以下、失読症）である 英国ディスレクシア協会の統計ではイギリス人の10％が失読症に悩まされている。
早期治療が失読症に有効であると認められたものの、多くの失読者は日常生活に支障をきたしていた。
失読者は適切な単語を選べない代わりに文章全体に注意を払っている。
失読症治療に科学技術の有効性が注目されたが、音声合成や音声認識のソフトウェア技術は認識精度80％で横ばいとなり、2001年以降から改善報告がされていない。
同社は特許登録したアルゴリズムに自然言語処理を採用しており、
既存のスペルチェッカと比較して高精度（全体の95％の誤差を検出）で失読症者の文章を修正できる。
創業者のKarovによると、使用しているアルゴリズムは単語レベル（データベース内の単語メモリ）ではなく全体の文脈により修正箇所を決定している。
同社は世界中の支援技術分野で最も注目されている。

## 特徴
オンラインサービスを提供しており、Word、Outlook、PowerPoint、Internet Explorer、Firefoxなど異なるユーザインタフェースに対応し英文走査を行っている。
また音声合成により利用者が修正前後の文章を耳で比較することができる。
進捗報告機能では、利用者の頻繁に誤入力した結果の統計分析が利用できる。
同社は利用率向上を図りウェブサイト上にて英語学習機能を提供した。

## 顧客対象
失読者を主な顧客対象として創業し、
自社開発ソフトウェアの基板である独自の数理アルゴリズムを用いて、適切な英文構造を研究している。
2010年から新たな顧客層として英語学習者を対象とした。

## 経営戦略
創業時は同社は2日間の試用期限後にライセンス購入を促していた。2012年1月15日からフリーミアム方式に転換し、
無料ダウンロード版で文法修正及びスペルチェッカ機能が、有料購入版で音声合成機能と進捗報告分析ツールが利用できる。